# Prince Tega Wanogho
Prince Tega Wanogho (Delta, 22 novembre 1997) è un giocatore di football americano nigeriano che milita nel ruolo di offensive tackle per i Philadelphia Eagles della National Football League (NFL).

## Carriera

### Philadelphia Eagles
Wanogho al college giocò a football a Auburn dal 2016 al 2019. Fu scelto nel corso del sesto giro (210º assoluto) del Draft NFL 2020 dai Philadelphia Eagles. Debuttò come professionista subentrando nella gara dell'ultimo turno contro il Washington Football Team. Dopo la partita fu spostato nella squadra di allenamento e il suo contratto scadde l'11 gennaio 2021.

### Kansas City Chiefs
Il 16 gennaio 2021, Wanogho firmò con la squadra di allenamento dei Kansas City Chiefs.

## Palmarès
- Super Bowl : 2

Kansas City Chiefs: LVII, LVIII
- American Football Conference Championship: 2

Kansas City Chiefs: 2022, 2023